# Dr. psiquiatra
«Dr. psiquiatra» es una canción pop escrita e interpretada por la cantante mexicana Gloria Trevi. Es el primer sencillo de su primer álbum debut ...¿Qué hago aquí?, lanzado en 1989. Originalmente la canción duraba alrededor de 7 minutos, según afirmó Trevi. En 2018, se situó en el puesto 16 de la lista "Las 50 mejores canciones pop latinas" de Rolling Stone.

## Antecedentes
De todas las canciones que ha hecho Gloria Trevi a lo largo de sus casi treinta años de carrera, su consentida es aquella que la dio a conocer: «Dr. psiquiatra».
En entrevista, la intérprete dijo que, además de que esta canción fue con la que se dio a conocer en México y Latinoamérica, es muy significativa por el contexto en el cual la hizo [cita requerida].

## Otras versiones
La canción se encuentra en varias versiones de álbumes de la cantante:
1. ...¿Qué hago aquí? (1989) Versión de estudio
2. Cántalo tú mismo (1993) Versión original de karaoke
3. ¡De pelos! Lo mejor de la Trevi (1997) Versión remix para radio (×2)
4. No soy monedita de oro (1999) Versión remix
5. La trayectoria (2006) Versión en vivo

## Certificaciones
| País   | Organismo certificador | Certificación | Ventas certificadas | Ref.  |
| ------ | ---------------------- | ------------- | ------------------- | ----- |
| México | AMPROFON               | Platino       | 250 000             | [ 1 ] |